# Llista de dinasties de l'Afganistan
L'Afganistan va ser dominat al llarg de la història per gran nombre de dinasties, fins a l'establiment de la república el 1973, Excloses les de caràcter local o regional, les principals dinasties (o sobirans individuals) foren:
- Imperi Mede vers 700-549 aC
- Imperi Persa (dinastia Aquemènida) 549-330 aC
- Bessos de Bactriana 330-329 aC
- Regne de Macedònia 330-301 aC
- Imperi Selèucida 301-250 aC
- Regne Grec de Bactriana vers 250 aC-130 aC
- Dinastia Sakastana 130-70 aC
- Dinastia Kuixana 70 aC-230
- Dinastia Sassànida vers 230-410
- Huns heftalites vers 410-565
- Turcs occidentals 565-652
- Califat 632-962
  - Zabulistan fins a 867
  - Dinasties musulmanes diverses 800-962
- Dinastia Samànida 962-976
- Dinastia Ghaznàvida 976-1183
- Dinastia Ghòrida 1183-1213
- Coràsmia 1213-1231
- Imperi Mongol (Genguiskànides) 1231-1241
- Dinastia Il-kan 1241-1335
- Kurt o Kart 1335-1389
- Tamerlànides o Timúrides 1389-1507
- Dinastia Timúrida de Ferganà 1507-1526
- Imperi Mogol 1526-1649
- Dinastia safàvida 1649-1709
- Mir Wais 1709-1715
- Abd-al-Aziz al-Afganí 1715-1716
- Mahmud ibn Mir Wais 1716-1725
- Al-Àixraf ibn Abd-al-Aziz 1725-1730
- Tahmasp II 1730-1732 (dinastia Safàvida)
- Abbas III 1732-1736 (dinastia Safàvida)
- Nàdir-Xah Afxar 1736-1747
- Ali Kuli Khan 1747
- Dinastia Durrani 1747-1815/1823
- Dinastia Barakzai 1815/1826-1973